# Tíjon
Tijon (nacido como Gueorgui Alexándrovich Shevkunov; 2 de julio de 1958 Moscú, Rusia) es obispo de la Iglesia Ortodoxa Rusa, obispo de Yegórievsk, vicario del Patriarca de Moscú y de todas las Rusias.
Abad del monasterio masculino de la Visitación de Moscú, rector del Seminario Espiritual de la Visitación. Secretario responsable del Consejo del Patriarca para la cultura.
Escritor cristiano ortodoxo. Director de la editorial del monasterio de la Visitación y redactor en jefe del portal cristiano ortodoxo Pravoslavie.ru

## Biografía
Nacido el 2 de julio de 1958 en Moscú.
En 1982, se graduó como guionista del Instituto Pansoviético de Cinematografía. Al terminar los estudios ingresó en el noviciado del monasterio de Las Cuevas de Pskov.
Desde agosto de 1986, trabajó en el Consejo Editorial de la Iglesia Ortodoxa Rusa. Desde 1991, monje del moscovita monasterio Donskoy, con el nombre de Tijon.
Desde 1993, abad de la filial moscovita del monasterio de Las Cuevas de Pskov, ubicada en el edificio del monasterio masculino de la Visitación cerrado por los bolcheviques. Desde 1995, cuando se reabrió el monasterio de La Visitación, fue nombrado su abad.
Desde 1999, es nombrado rector de la recién creado instituto superior del monacato cristiano ortodoxo que en 2002 fue reorganizado en el Seminario Espiritual de La Visitación.
Desde 2010, es secretario responsable del Consejo del Patriarca para la cultura.

## Obras literarias y cinematográficas
Guionista y director de varios documentales dedicados a la historia de los monasterios ortodoxos rusos en los años de la persecución ateísta en la URSS.
Autor del libro "Santos no santos y otras historias" (2011) que es una recopilación de historias reales de la vida de los monjes y personalidades de renombre conocidos personalmente por el autor. El libro fue galardonado en varias ocasiones en Rusia, se tradujo a inglés, francés, italiano y otros 13 idiomas, lleva más de 2 millones de ejemplares vendidos en Rusia.